# Scaphirhynchus platorynchus
Der Schaufelstör (Scaphirhynchus platorynchus; engl.: shovelnose sturgeon, auch: hackleback, sand sturgeon, switchtail) ist eine stark gefährdete Fischart aus der Familie der Störe (Acipenseridae) in den Vereinigten Staaten. Sie ist die kleinste Art der Süßwasser-Störe und endemisch in Missouri und Mississippi River. Sie wird kommerziell befischt.

## Name
Der deutsche und englische, sowie der wissenschaftliche Name beziehen sich auf das schaufelförmige Rostrum. Scaphirhynchus bedeutet übersetzt "Spatenschnautze" und platorynchus zusätzlich "breitschnauzig". Das Englische "Switchtail" bezieht sich auf einen langen Strahl der Schwanzflosse, der bei älteren Exemplaren allerdings oft verloren ist.

## Merkmale

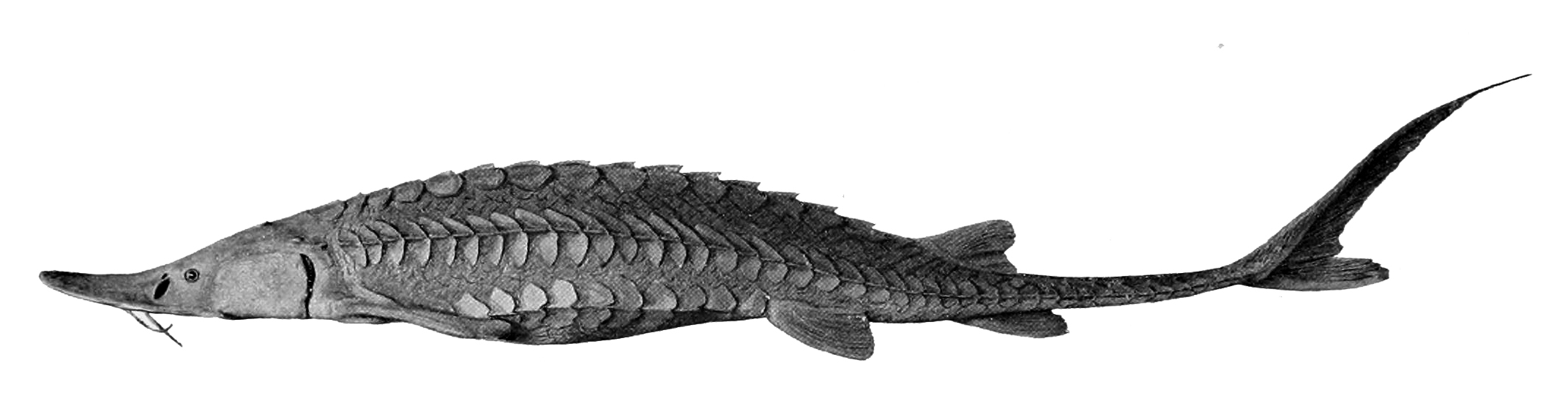
Schaufelstör

Die Störe zeichnen sich aus durch reihig angeordnete Knochenplatten entlang der Seiten und vier Barteln auf der Unterseite des Rostrums. Diese Barteln stehen im selben Abstand zu Schnauzenspitze und zum Mund. Im Unterschied zum Weißen Schaufelstör (S. albus) hat der Schaufelstör keine Schuppen auf der Bauchseite. Schaufelstöre können 1 m Länge und 4,8 kg Gewicht erreichen. Die meisten Exemplare werden jedoch nur 50–85 cm lang und 2,5 kg schwer. Eine Besonderheit des Schaufelstörs ist ein langer dünner Flossenstrahl an der oberen Schwanzflossenlobus, der bei älteren Exemplaren jedoch häufig verloren geht. Die Farbe schwankt zwischen Hellbraun und Lederfarben mit einem weißen Bauch. Die Störe werden wegen ihres wohlschmeckenden Fleisches und ihres Rogens, der zu erstklassigem Kaviar verarbeitet wird, kommerziell befischt.

## Verbreitung und Lebensraum

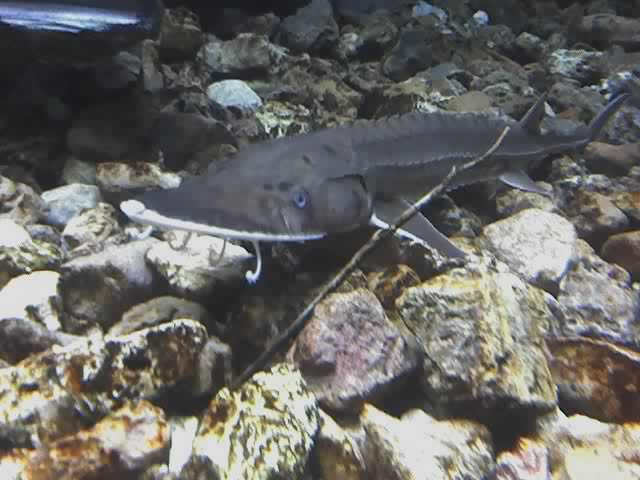

Der Schaufelstör lässt sich von Wassertrübungen nur wenig beeinflussen. Der Missouri River und der Mississippi River transportieren andauernd große Anteile von Sedimenten. In diesen trüben Gewässern leben die Tiere vor allem in den Hauptarmen in Bodennähe und halten sich gerne in Gebieten mit schneller Strömung und Sand- oder Kiesgrund auf. Oft wandern die Fische über weite Entfernungen.
Die Störe ernähren sich von Insektenlarven (Köcherfliegen, Eintagsfliegen u. a.), sowie Krebstieren, Würmern und kleinen Fischen. Sie sind auch Wirte von Glochidien (Larven) mehrerer Süßwasser-Mollusken, unter anderen Quadrula pustulosa (Pimpleback), Obovaria olivaria (Hickorynut) und Lampsilis teres (Yellow sandshell). Der Schaufelstör ist der einzige bekannte Wirt der Hickorynut-Muschel.

## Verhalten
Normalerweise wandern die Fische zwischen den Nahrungsgründen und den Brutplätzen in den großen Flüssen hin und her. Während sie sich das Jahr über eher am Grund der Gewässer aufhalten, kommen die Tiere zur Laichzeit näher an die Wasseroberfläche. Die Weibchen laichen nicht jedes Jahr, aber es gibt auch keine Aufzeichnungen über das Laichverhalten. Der Laich wird über kiesigem Grund in relativ schnell fließenden Gewässern abgesetzt. Die Jungtiere schlüpfen nach 3–5 Tagen mit ca. 1 cm Länge und die Larven treiben den Fluss hinunter, wo sie geeignete Lebensräume zum aufwachsen finden. Carlson schreibt, dass das Wachstum relativ langsam ist. Die Tiere wachsen ca. 21,3 inch (54,1 cm) in fünf Jahren.

## Kommerzielle Bedeutung
Der Rogen des Schaufelstörs wird als hackleback caviar verkauft. Da die Kaviarproduktion in Kaspischem Meer und Schwarzem Meer nachlässt, wird die Kaviarproduktion von Schaufelstör und Löffelstör kommerziell interessant. Das Störfleisch wird weithin als Delikatesse angesehen und auch gerne geräuchert. Wilderei wird immer mehr zum Problem, zumal die Tiere 8–10 Jahre alt werden müssen, um das erste Mal zu laichen. Teilweise werden Schaufelstöre auch als Aquarienfische gehalten.

## Krankheiten
Der Schaufelstör wird wie der Weiße Schaufelstör vom Missouri River sturgeon iridovirus (MRSIV) parasitiert.